# دوغوش (مزرعة نو)
دوغوش (بالفارسية: دوگوش) هي قرية تقع في إيران في قسم مزرعة نو الريفي. يقدر عدد سكانها بـ 5 نسمة بحسب إحصاء 2016.